# موشین
موشین (اوکراینی: Моршин) نام شهری واقع در استان لویو اوکراین است.